# ولودیمیر هوزا
ولودیمیر هوزا (اوکراینی: Володимир Олегович Гоза؛ زادهٔ ۱۵ آوریل ۱۹۹۶) ورزشکار وزنه‌برداری اهل اوکراین است.